# Borgerhout

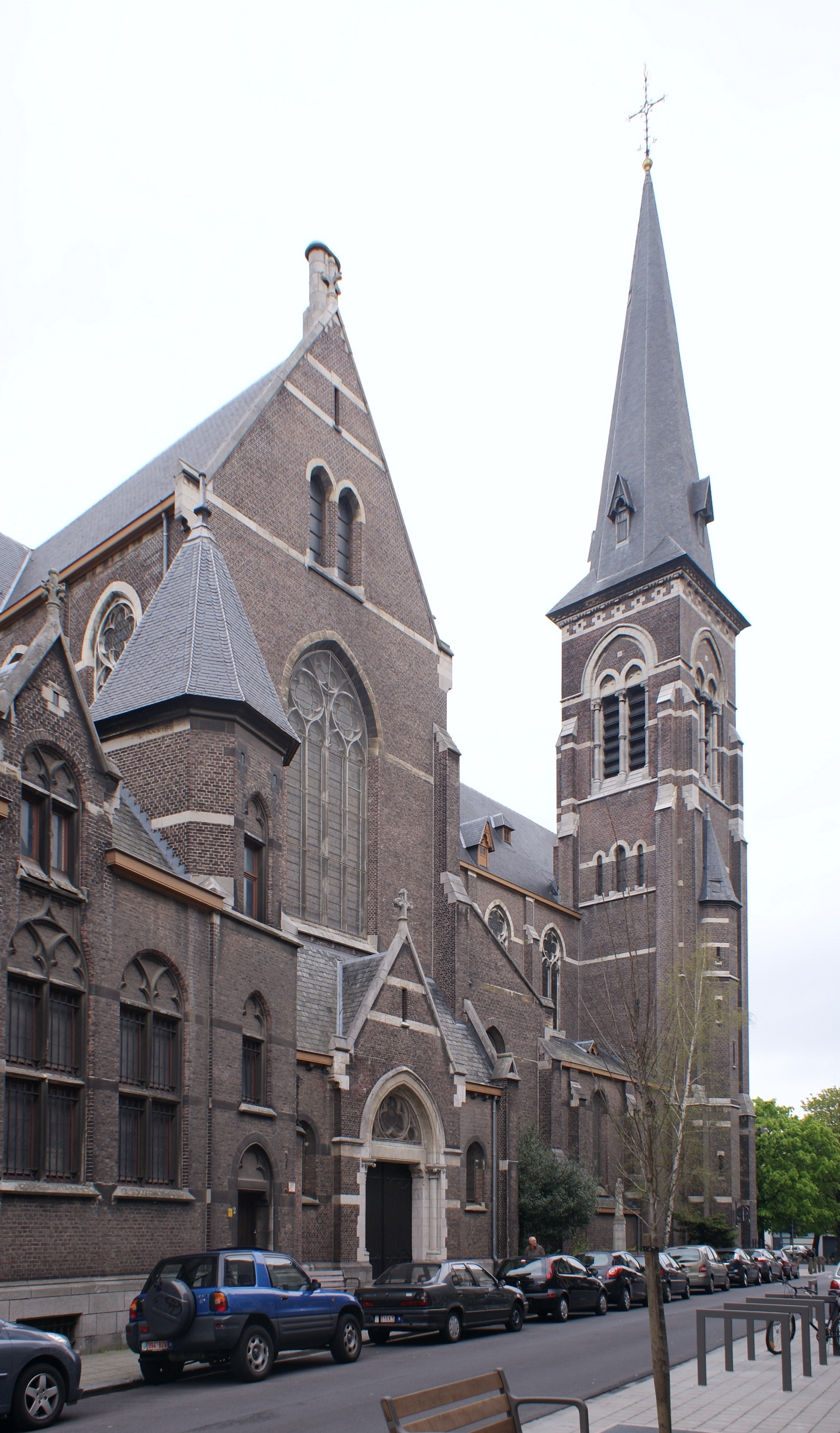
Heilige Familie en Sint-Corneliuskerk gezien vanuit de Betogingsstraat

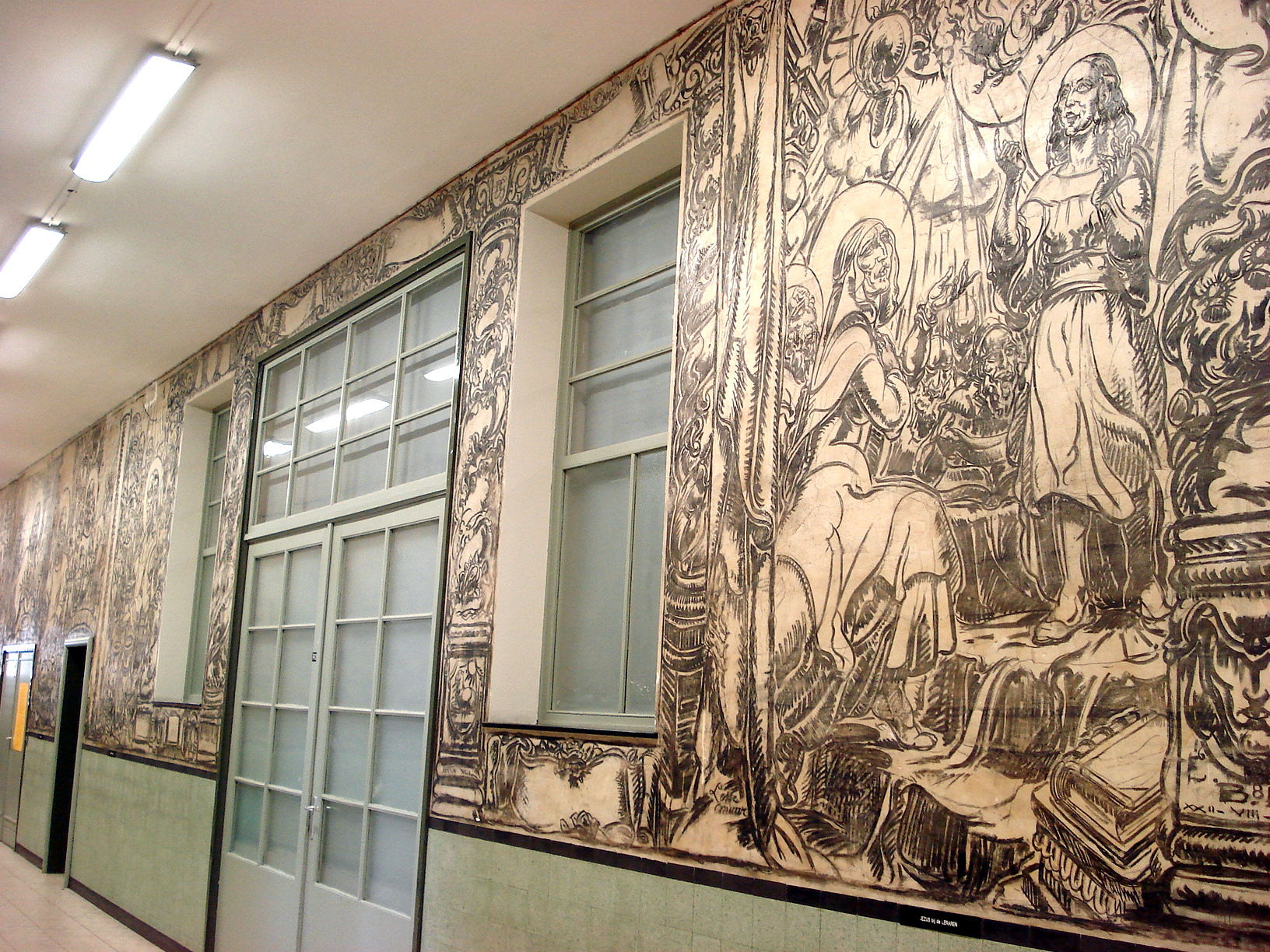
Muurtekeningen in Xaveriuscollege van Alfred Ost (circa 1944)

Borgerhout is een plaats in België en een district van de stad Antwerpen. Borgerhout was vanaf 1836, toen het van Deurne werd afgesplitst, tot aan de gemeentelijke herindeling van 1983, een zelfstandige gemeente en is nu met 3,93 km² en 45.998 inwoners (2020) het tweede kleinste (na Borsbeek) en dichtstbevolkte Antwerps district.

## Geschiedenis

### Middeleeuwen
Borgerhout werd voor het eerst vermeld in 1214 als "Borgerholt". Het was in de middeleeuwen niet meer dan een landelijk gehucht dat zowel bestuurlijk als kerkelijk van Deurne afhing.

### Vroegmoderne tijd
Tijdens de reformatie in de 16e eeuw hield men, net zoals in Berchem en op het Kiel, ook in Borgerhout hagenpreken (onder andere op het Laar).
Vanaf de 16e eeuw kreeg Borgerhout een eigen karakter doordat handelaars zich vestigden langs de banen Antwerpen-Turnhout en Antwerpen-Herentals. Borgerhout richtte zich economisch meer op Antwerpen dan op Deurne. Deze vervreemding van Deurne vermeerderde later nog door toenemende industrialisatie. Bij de oprichting van de gemeenten in 1795 bleven Deurne en Borgerhout nog samen een gemeente vormen onder de naam Deurne-Borgerhout maar in 1836 was de splitsing een feit. Op kerkelijk gebied voltrok de splitsing zich een jaar later.

### Moderne tijd
In de 19e eeuw ontwikkelde Borgerhout zich vooral als een nijverheidsgemeente. Bij de aanleg van de vestinggordel van Brialmont tussen 1859 en 1864 werd zowat 20% van het grondgebied in beslag genomen door militaire versterkingen en werd Borgerhout in twee gesplitst. Intramuros ontstond een bloeiend handelscentrum langs de Turnhoutsebaan. Borgerhout vergroeide intramuros volledig met de stad Antwerpen. Vanaf het einde van de 19e eeuw verdween de industrie grotendeels en werd Borgerhout een woongemeente. In 1914 werd onder burgemeester Karel De Preter het grondgebied van de gemeente vergroot met het huidige grondgebied van Borgerhout extra-muros ten zuiden van de Herentalsevaart zoals het Te Boelaerpark in het nadeel van Deurne. Dit ging gepaard met een enorme bevolkingstoename die een hoogtepunt bereikte in 1931 toen de gemeente Borgerhout 56.570 inwoners telde. Rond 1930 werd ook begonnen aan de afbraak van de Borgerhoutse Brialmontpoorten zoals de Turnhoutsepoort, Herentalsepoort, Leopoldpoort en Louisapoort.

### Tweede Wereldoorlog en Holocaust
De deelgemeente werd rond 20 mei 1940 bezet door het Duitse leger en bevrijd op 4 september 1944.
Uit de gemeente werden minstens 1643 Joden weggevoerd naar concentratiekampen in Duitsland, waar de overgrote meerderheid vermoord werd.

### Na-oorlogse periode
Na het einde van de Tweede Wereldoorlog was er een sterke daling van de bevolking door emigratie naar de verder gelegen en groenere randgemeenten rond Antwerpen.
Op 1 januari 1983 werd Borgerhout opgenomen bij de fusiestad Antwerpen.

## Geografie

### Kernen
Het gedeelte intra muros kent een grote en oude verkeersader, de Turnhoutsebaan, die dwars door dit gedeelte van Borgerhout loopt. Deze vormt ook de voornaamste winkelstraat met een mix van winkels. Onder deze winkelstraat loopt ook de Reuzenpijp van de Antwerpse premetro.
Het gedeelte extra muros is meer residentieel en gegroeid rond de weg naar Herentals. De bevolking extra muros is gemiddeld ouder, 'witter' en rijker. Extra muros is kleiner en groener en heeft een lagere bevolkingsdichtheid. Hier bevindt zich ook het Te Boelaerpark.

### Situering
Borgerhout grenst aan diverse Antwerpse wijken waaronder Zurenborg, Antwerpen-Noord en het Statiekwartier. Borgerhout is tevens een wijk waar zich veel nachtwinkels en horecagelegenheden bevinden. Extra muros grenst Borgerhout aan de districten Berchem en Deurne.

## Demografie

### Samenstelling bevolking naar herkomst
In onderstaande tabel wordt de bevolkingsverdeling naar herkomst weergegeven. "Nieuwe Belgen" zijn Belgen die een andere geboortenationaliteit hadden.
| Herkomstgroep | Percentage (District Borgerhout, 2017) |
| ------------- | -------------------------------------- |
| autochtonen   | 52,4                                   |
| nieuwe Belgen | 24,2                                   |
| vreemdelingen | 23,4                                   |

Bron: Districts-en Loketwerking, Stad Antwerpen, 2017 (via stadincijfers.antwerpen.be/databank)
Vanwege het grote aantal inwoners van buitenlandse, vooral Marokkaanse, afkomst wordt Borgerhout door sommige om- en inwoners ook wel 'Borgerokko' genoemd. Vanaf het eind van de jaren 1970 werd de term veel gebruikt door de Gazet van Antwerpen en het Vlaams Blok. De term duikt ook geregeld op in de buitenlandse pers.

### Bevolkingsevolutie
Opm:1846 t/m 1970=volkstellingen op 31 december

## Politiek

### Structuur
Het district Borgerhout maakt deel uit van de stad Antwerpen. Deze ligt in het kieskanton Antwerpen is identiek aan het provinciedistrict Antwerpen en ligt in het kiesarrondissement Antwerpen en de kieskring Antwerpen.
| Borgerhout       | Borgerhout       | Supranationaal         | Nationaal                         | Nationaal           | Gemeenschap         | Gewest              | Provincie           | Arrondissement  | Provinciedistrict | Kanton          | Gemeente        | District         |
| ---------------- | ---------------- | ---------------------- | --------------------------------- | ------------------- | ------------------- | ------------------- | ------------------- | --------------- | ----------------- | --------------- | --------------- | ---------------- |
| Administratief   | Niveau           | Europese Unie          | België                            | België              | Vlaanderen          | Vlaanderen          | Antwerpen           | Antwerpen       | Antwerpen         | Antwerpen       | Antwerpen       | Borgerhout       |
| Administratief   | Bestuur          | Europese Commissie     | Belgische regering                | Belgische regering  | Vlaamse Regering    | Vlaamse Regering    | Deputatie           | Deputatie       | Deputatie         | Deputatie       | Gemeentebestuur | Districtscollege |
| Administratief   | Raad             | Europees Parlement     | Kamer van volksvertegenwoordigers | Vlaams Parlement    | Vlaams Parlement    | Vlaams Parlement    | Provincieraad       | Provincieraad   | Provincieraad     | Provincieraad   | Gemeenteraad    | Districtsraad    |
| Kiesomschrijving | Kiesomschrijving | Nederlands Kiescollege | Kieskring Antwerpen               | Kieskring Antwerpen | Kieskring Antwerpen | Kieskring Antwerpen | Kieskring Antwerpen | Antwerpen       | Antwerpen         | Antwerpen       | Antwerpen       | Borgerhout       |
| Verkiezing       | Verkiezing       | Europese               | Federale                          | Federale            | Vlaamse             | Vlaamse             | Provincieraads-     | Provincieraads- | Provincieraads-   | Provincieraads- | Gemeenteraads-  | Districtsraads-  |

#### Districtscollege
| Districtscollege (2025-2030) | Districtscollege (2025-2030)                                                                            |
| ---------------------------- | --- |
| Districtsburgemeester        | Mariam El Osri (Groen)                                                                                  |
| Districtschepenen            | - Aïssatou Cissé (Vooruit) - Omar Al Jattari (Groen) - Luc Moerkerke (Groen) - Jan van der Vloet (N-VA) |

#### Districtsraad
Sinds 1 januari 2001 hebben alle Antwerpse districten een eigen districtsraad. De districtsraad wordt rechtstreeks verkozen tijdens de zesjaarlijkse gemeenteraadsverkiezingen.
De districtsraad heeft beslissingsbevoegdheid over sport-, jeugd-, cultuur- en seniorenbeleid. Ook over de communicatie van het district, de feestelijkheden en een gedeelte van de straat- en groenwerken kan de districtsraad beslissingen nemen. Over de andere domeinen kan de districtsraad adviezen geven.
De Borgerhoutse districtsraad telt 25 zetels sinds 2007.

### Geschiedenis

#### Legislatuur 2007-2012
| Districtscollege                | Begin legislatuur           | Einde legislatuur       | Bevoegdheden |
| ------------------------------- | --------------------------- | ----------------------- | --- |
| Districtsvoorzitter             | Patrick Marivoet sp.a       | Wouter Van Besien Groen | septemberfeesten, decentralisatie, begroting en financiën, tewerkstelling en lokale economie                                                                |
| Districtsschepenen              | Walter Van den Branden CD&V | Luc Moerkerke CD&V      | sociale zaken (welzijn, gezondheid, gezin, sociale voorzieningen, wonen), sport, jeugd, senioren behoorlijk afgevaardigd ambtenaar van de burgerlijke stand |
|                                 | Hendrik Roelandt sp.a       | Roger Koreman sp.a      | openbare werken, straatbeeld en afval |
|                                 | Wouter Van Besien Groen     | Patrick Marivoet sp.a   | ruimtelijke inrichting (met groenvoorziening en begraafplaats), mobiliteit, milieu, communicatie, informatie, stedelijk wijkoverleg                         |
|                                 | Fatima Bali Groen           | Marij Preneel Groen     | cultuur, feestelijkheden en toerisme, samenlevingsopbouw - diversiteit, onderwijs, middenstand, markten en foren en ontwikkelingssamenwerking               |
| Voorzitter van de districtsraad | Farid Hemdane Groen         |                         | |

#### Resultaten districtsverkiezingen sinds 2000
De eerste rechtstreeks verkozen districtsraad werd verkozen op 8 oktober 2000, en startte op 1 januari 2001.
| Partij of kartel     | Partij of kartel                                        | 8-10-2000 | 8-10-2000 | 8-10-2006 | 8-10-2006 | 14-10-2012 | 14-10-2012 | 14-10-2018 | 14-10-2018 | 13-10-2024 | 13-10-2024 |
| Stemmen / Zetels     | Stemmen / Zetels                                        | %         | 23        | %         | 25        | %          | 25         | %          | 25         | %          | 25         |
| -------------------- | ------------------------------------------------------- | --------- | --------- | --------- | --------- | ---------- | ---------- | ---------- | ---------- | ---------- | ---------- |
|                      | PVDA1/ PVDA+2                                           | 2,271     | 0         | 2,372     | 0         | 17,062     | 4          | 15,91      | 4          | 28,81      | 8          |
|                      | Agalev1/ sp.a-spirit-Groen!A/ sp.a-GroenB/ Groen2       | 15,761    | 4         | 42,46A    | 12        | 36,06B     | 9          | 32,02      | 9          | 27,62      | 8          |
|                      | SP1/ sp.a-spirit-Groen!A / sp.a-GroenB/ sp.a2/ Vooruit3 | 14,381    | 3         | 42,46A    | 12        | 36,06B     | 9          | 13,42      | 3          | 10,73      | 3          |
|                      | CVP1/ CD&V-N-VAC/ CD&V2                                 | 12,681    | 3         | 13,02C    | 3         | 7,792      | 2 (1+1)    | 6,72       | 1          | 2,82       | 0          |
|                      | VU-ID1/ CD&V-N-VAC/ N-VA2                               | 3,771     | 1         | 13,02C    | 3         | 25,52      | 7          | 21,42      | 6          | 19,32      | 5          |
|                      | VLD1/ VLD-Vivant2/ Open Vld3                            | 13,331    | 3         | 8,022     | 2         | 4,383      | 1          | 4,03       | 1          | 1,83       | 0          |
|                      | Vlaams Blok1/ Vlaams Belang-VLOTT2/ Vlaams Belang3      | 35,271    | 9         | 30,652    | 8         | 9,23       | 2          | 6,63       | 1          | 6,13       | 1          |
|                      | Team Fouad Ahidar                                       | -         |           | -         |           | -          |            | -          |            | 2,9        | 0          |
|                      | Borgerhout Bewust                                       | -         |           | 3,48      | 0         | -          |            | -          |            | -          |            |
|                      | Vivant                                                  | 1,38      | 0         | -         |           | -          |            | -          |            | -          |            |
|                      | WOW                                                     | 1,14      | 0         | -         |           | -          |            | -          |            | -          |            |
| Totaal stemmen       | Totaal stemmen                                          | 21908     | 21908     | 22816     | 22816     | 22008      | 22008      | 23853      | 23853      | 16299      | 16299      |
| Opkomst %            | Opkomst %                                               | 87,51     | 87,51     |           |           | 86,72      | 86,72      | 89,7       | 89,7       | 60,9       | 60,9       |
| Blanco en ongeldig % | Blanco en ongeldig %                                    | 3,41      | 3,41      | 4,70      | 4,70      | 3,87       | 3,87       | 4,1        | 4,1        | 1,3        | 1,3        |

De vetjes gedrukte getallen vormen de hieruit onderhandelde bestuursmeerderheid. De grootste partij is in kleur.

## Bezienswaardigheden

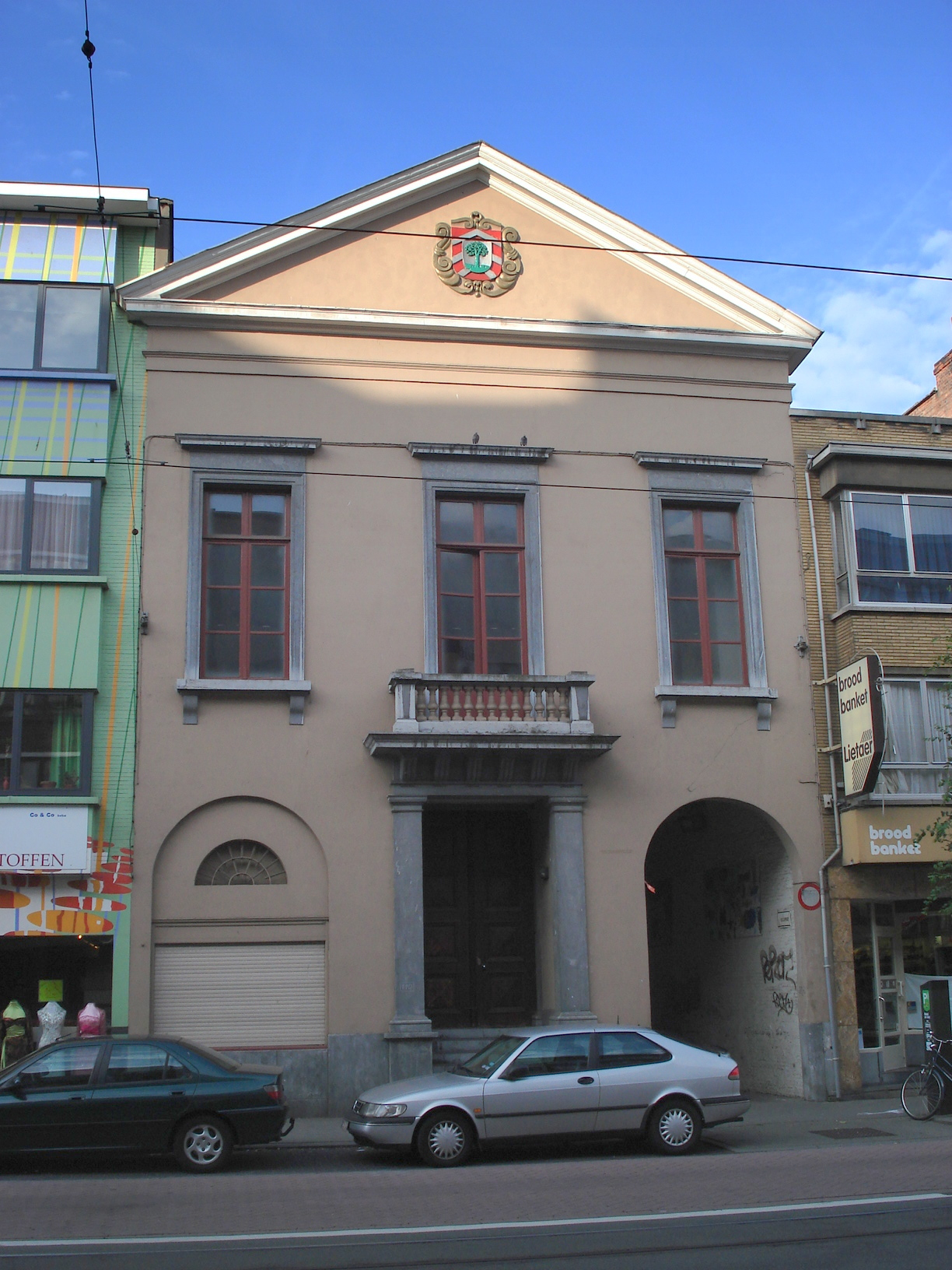
Het Reuzenhuis, eerste gemeentehuis van Borgerhout (van 1836 tot 1890). In het fronton hangt het wapenschild van Borgerhout.

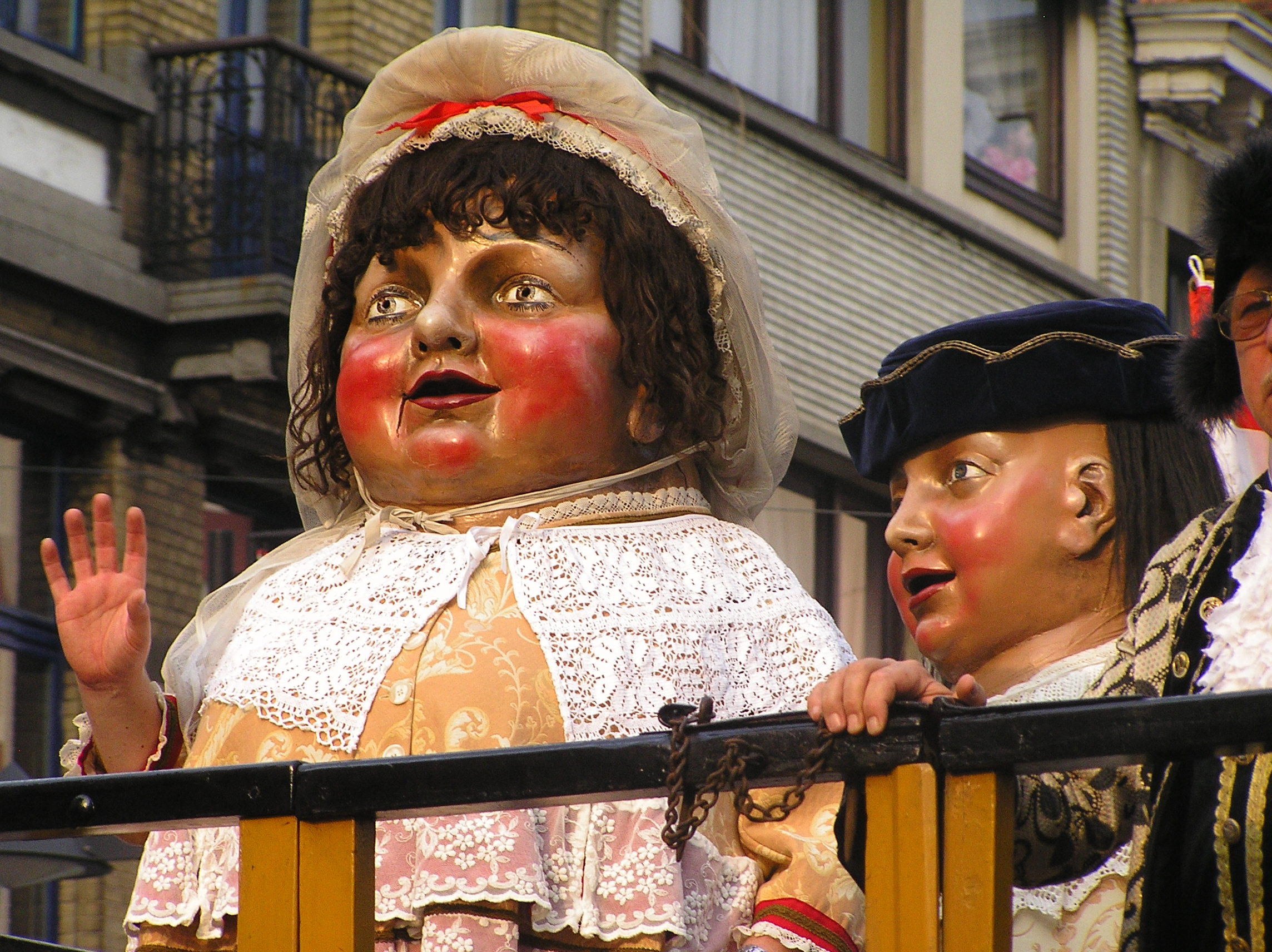
De Reuskens van Borgerhout

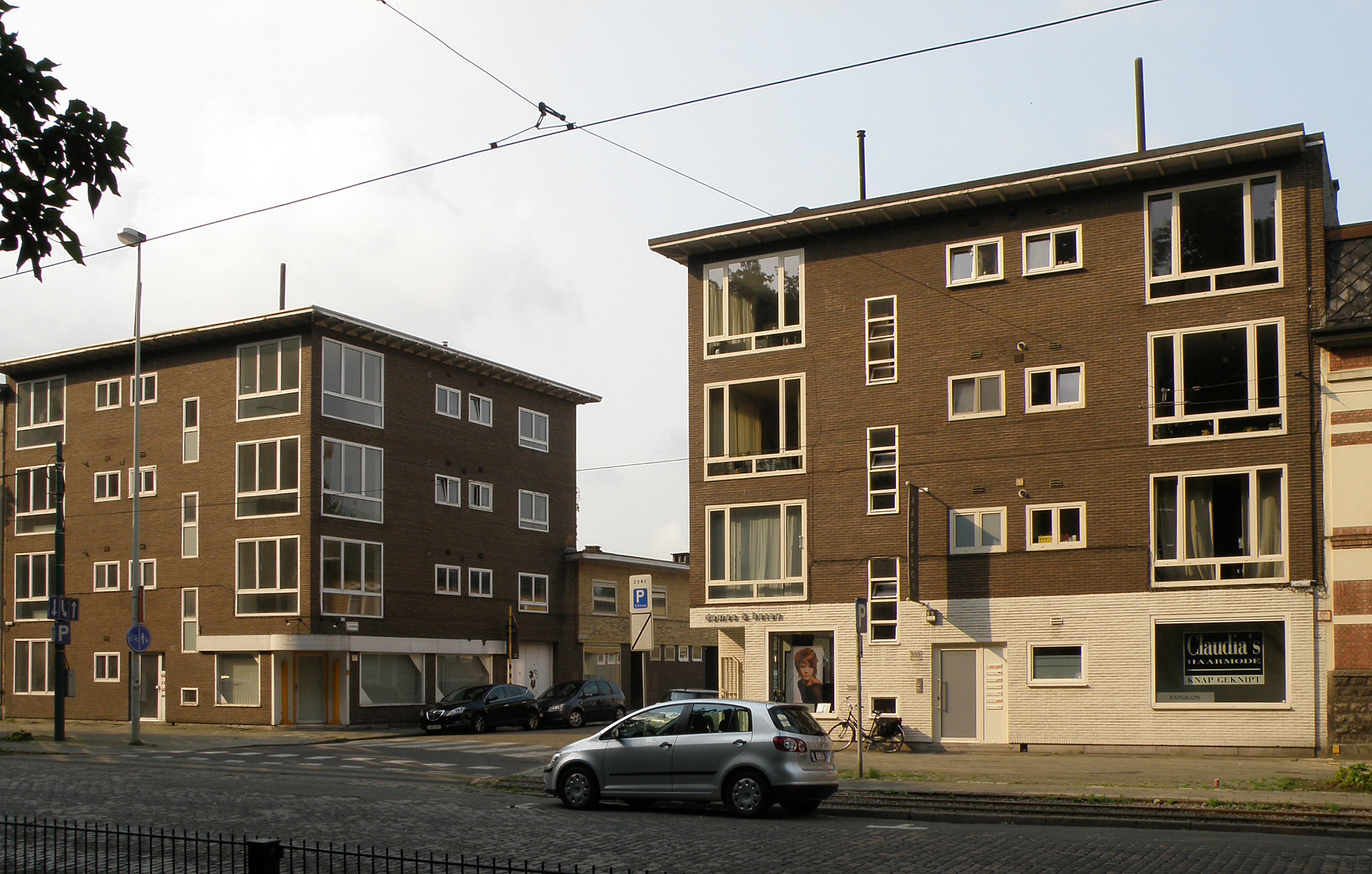
Nationale Werf (Jakob Smitsstraat) architect Renaat Braem

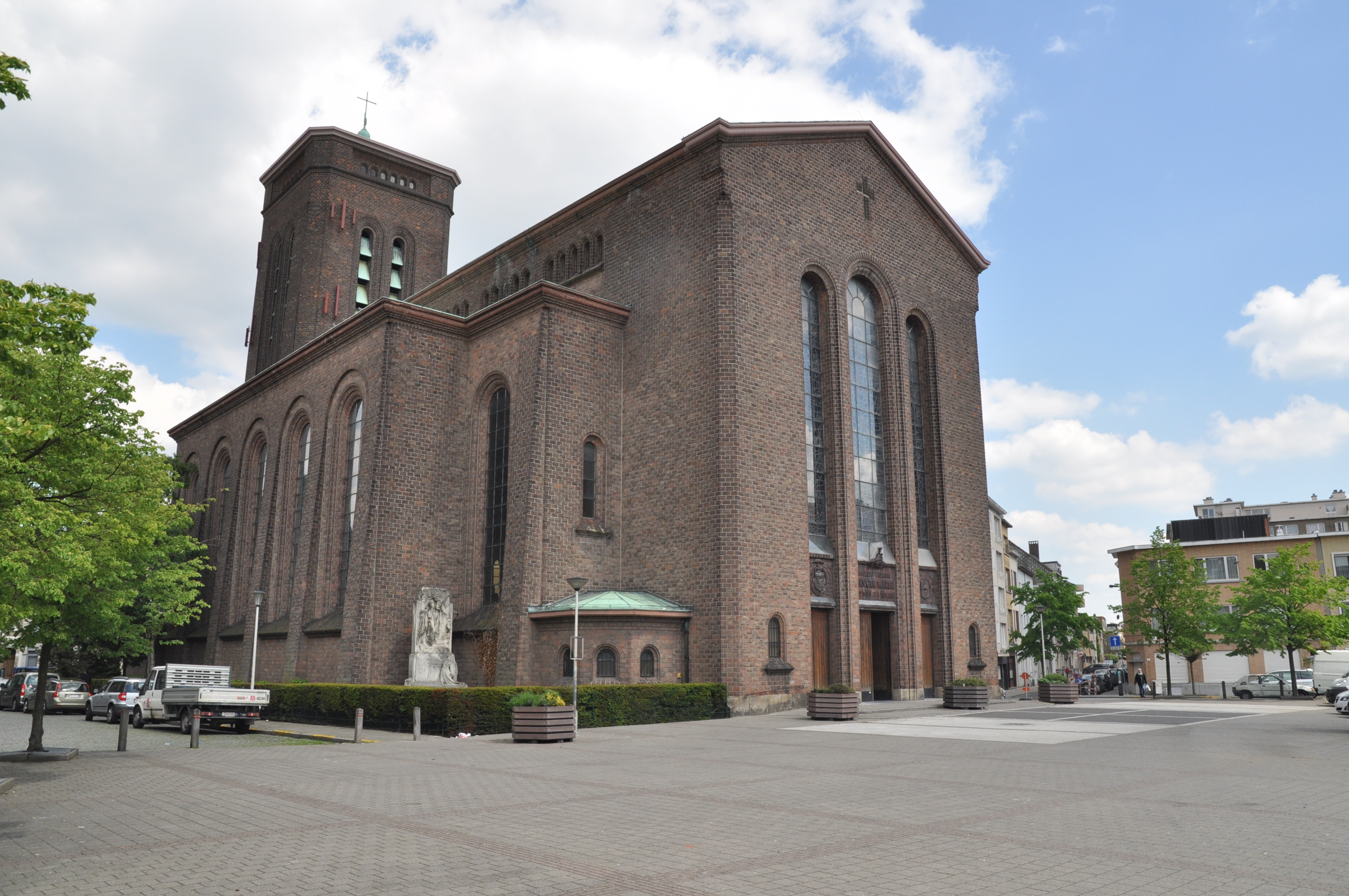
Onze-Lieve-Vrouw-ter-Sneeuwkerk aan het Laar

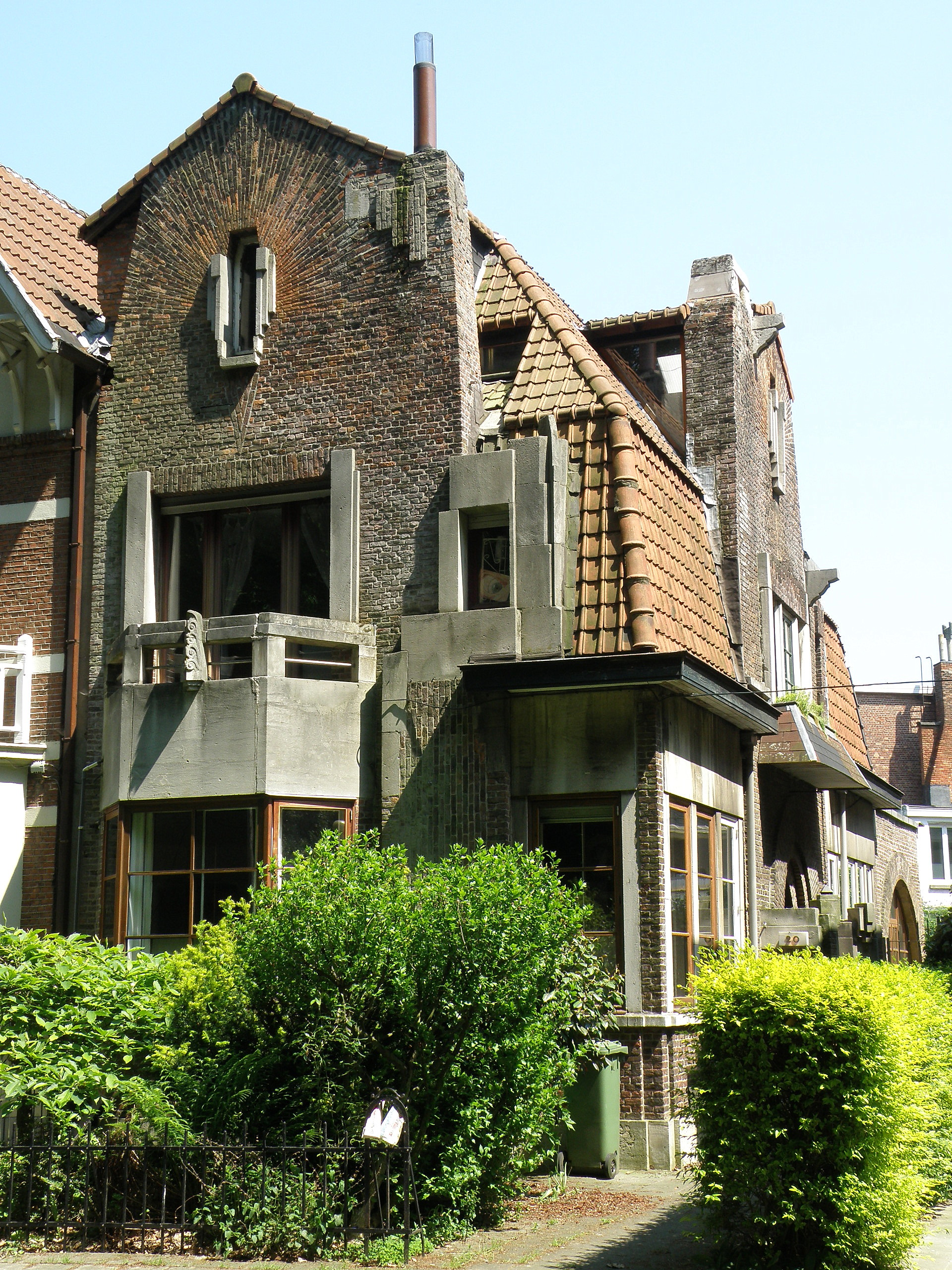
Art-decowoning, n.o.v. architect Léon Stynen uit 1925

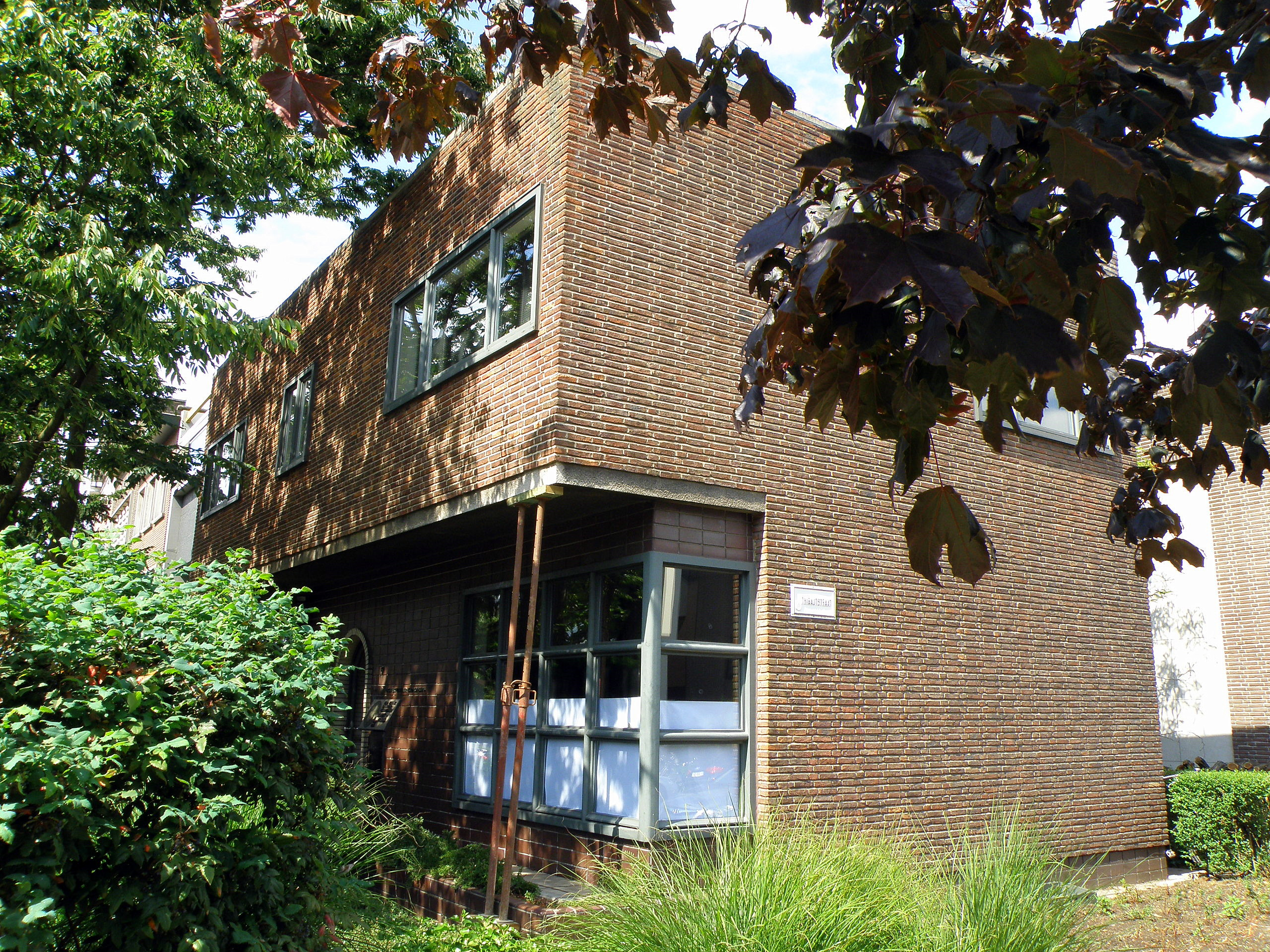
Woning van kunstenaar Albert Poels, in nieuwe zakelijkheid (anno 1938-1940)

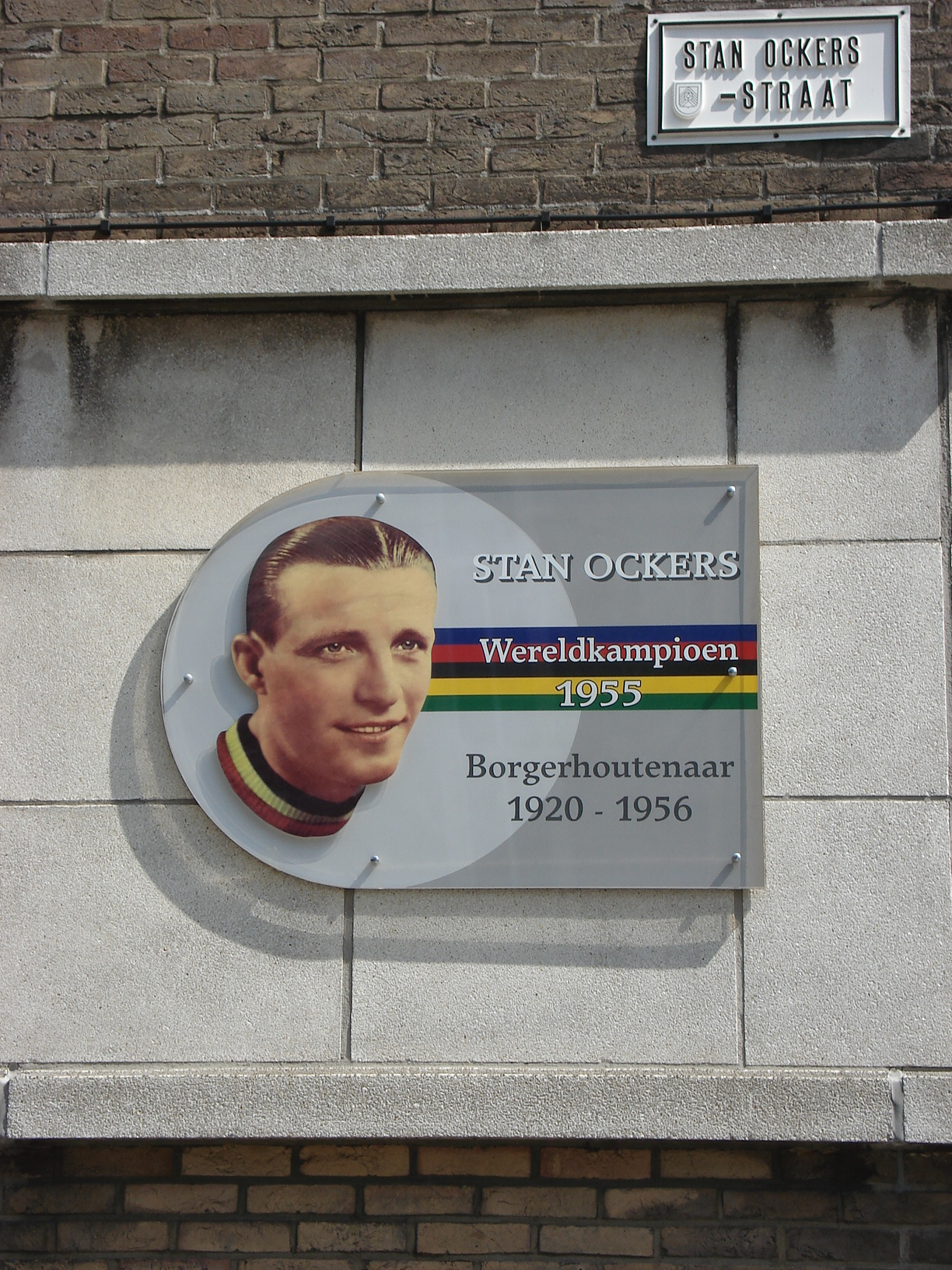
Gedenkplaat voor wielerkampioen Stan Ockers, aangebracht in 2006

- Het districtshuis (voormalige gemeentehuis) in neo-Vlaamse renaissancestijl (1886-1889)
- De Roma, in 1928 gebouwd als bioscoop.
- Het Xaveriuscollege
- De Heilige Familie en Sint-Corneliuskerk
- De Sint-Annakerk, aan de Goedendagstraat.
- De Onze-Lieve-Vrouw van het Heilig Hartkerk
- De Onze-Lieve-Vrouw-ter-Sneeuwkerk
- De Sint-Janskerk
- Het Te Boelaerpark
- Het Krugerplein
- De Tuinwijk

## Cultuur

### De Roma
De voormalige bioscoop De Roma doet nu dienst als polyvalente zaal voor theater, concerten, cinema en socioculturele activiteiten.

### Evenementen
Sinds 1712 trekt jaarlijks in Borgerhout de Reuzenommegang door de straten. Dit is een optocht met als hoogtepunt het optreden van de Reuskens van Borgerhout die staande op een door paarden getrokken Reuzenwagen geregeld een menuet dansen voor de toeschouwers, op de tonen van het Reuzenlied, gespeeld door een orkestje van 5 muzikanten. De groep bestaat uit vier dwergreuzen: Reus, Reuzin, Dolfijn en Kinnebaba. Specifiek aan deze reuzen is dat ze niet veel groter zijn dan een mannengestalte, maar wel veel dikker. De laatste decennia is hun optreden uitgegroeid tot een grote optocht, met groepen reuzen en een aantal praalwagens: het Groot Schip met Kapertein, de Zwaan, de Walvis, de Maagdekenswagen,... In 2012 vierden ze hun 300ste verjaardag. Ook sinds 2012 wordt aan diverse organisaties gevraagd om zelf een reus te maken en mee te lopen in de stoet.

## Trivia
In de gebouwen van de vzw Moeders voor Moeders, Helmstraat 87/89 bevindt zich de enige vondelingenschuif van België.

## Religie en levensbeschouwing
- De katholieke gemeenschap bestaat uit vier parochies: H. Familie en St.-Cornelius, O.-L.-Vrouw ter Sneeuw, St.-Anna en St.-Norbertus.[13]
- De-Koepel moskee, de eerste Belgische moskee gesticht door bekeerlingen
- Voor de joodse inwoners vormt de verhoogde spoorwegberm van spoorlijn 27A in Borgerhout de eroev waarbij de spoorwegonderdoorgangen gezien worden als de opvolgers van de voormalige stadspoorten.

## Mobiliteit
Het district wordt in twee delen gesplitst door de Antwerpse 3 gebundelde verkeersaders: binnensingel (R10), spoorweg (lijn 12 en 27A) en autosnelweg (R1). Deze worden aangeduid met Borgerhout intra en extra muros (verwijzend naar de Antwerpse stadsmuren die nu de Ring vormen).

### Openbaar vervoer
Borgerhout wordt per tram intra muros bediend met de Antwerpse lijn 24 en aan de Gitschotellei (extra muros) door de tramlijnen 4 en 9. Ook tram 24 rijdt via de Stenenbrug door Borgerhout extra muros om de aan de Herentalsebaan in Deurne gelegen Borgerhoutse begraafplaats Silsburg te kunnen bereiken. Ook tramlijn 9 heeft daar zijn eindhalte.
Ondergronds van de Turnhoutsebaan en de Stenenbrug rijdentram 8 en 10 via de Reuzenpijp van de Antwerpse premetro van het premetrostation Astrid naar Borgerhout extra muros en verder naar het rondpunt Wommelgem (tram 8) of van park and ride Schoonselhof in Hoboken via de Turnhoutsebaan door het centrum van Deurne naar Wijnegem (tram 10). Sinds 18 april 2015 werd het het premetrostation Zegel van de Reuzenpijp onder de Turnhoutsebaan geopend. Enkele nog gesloten aan de Turnhoutsebaan en Stenenbrug te Borgerhout gelegen spookstations van de Antwerpse premetro dragen de namen: Drink, Foorplein, Collegelaan en Morckhoven. Station Drink en Morckhoven staan op de planning om geopend te worden in 2026.
Borgerhout had aan de Turnhoutsebaan ter hoogte van de Statielei aan het oostspoor (spoorlijn 12 en 27A) ook een spoorweghalte waarvan nu nog sporen te zien zijn. Alhoewel ze buiten het Borgerhoutse grondgebied lagen, hebben zowel de voorloper van het huidige station Antwerpen-Centraal (van 1836 tot 1854) als het station Antwerpen-Oost (van 1873 tot 1905) een tijdlang de (foute) benaming station Borgerhout gedragen. Verder ligt het vormings- en goederenstation Antwerpen-Schijnpoort voor een groot deel van zijn oppervlakte op Borgerhouts grondgebied.

## Onderwijs

### Secundair onderwijs
- Xaveriuscollege
- Instituut Maris Stella- Sint Agnes
- Stedelijk Lyceum Quellin
- GO! Spectrumschool Campus Deurne

## Sport
- Korfbalclub Borgerhout/Groen-wit ontstond uit de fusie van groen-wit en Borgerhout in 2010. De club is actief in de veldcompetitie in de Eerste klasse B en in de zaalcompetitie in de Topkorfbal League.
- Voetbalclub Tubantia Borgerhout speelde voor de Tweede Wereldoorlog een tijdlang in de eerste en tweede klasse van de nationale reeksen. In 1960 fuseerde de club met KRC Borgerhout, een andere club uit Borgerhout die eveneens de laatste decennia in de nationale reeksen had gespeeld. Deze club was op haar beurt een fusie van Borgerhoutsche SK en Racing Club Anvers-Deurne. Momenteel is Tubantia Borgerhout actief in de Vierde Provinciale Antwerpen.

## Bekende inwoners

### Geboren in Borgerhout
- Thomas Vinçotte (1850-1925), beeldhouwer
- Jozef Van Santvoort (1885-1962), politicus en syndicalist
- Oscar Jespers (1887-1970), beeldhouwer
- Eugeen De Bock (1889-1981), auteur en uitgever
- Floris Jespers (1889-1965), schilder
- Jos Smolderen (1889-1973), architect
- Hélène Krinkels (1893-1979), sopraan
- Jean Lefebvre (atleet) (1893-?), atleet
- Michel Seuphor (1901-1999), kunstenaar en kunsttheoreticus
- Félix Van den Bergh (1905-1988), politicus
- Charles Janssens, (1906-1986), komisch acteur
- Paul Lebeau (1908-1982), letterkundige
- Frans Mertens (1908-1993), kunstschilder
- Berten Fermont (1911-1933), Vlaams dienstweigeraar
- Frans Christiaenssens (1912-1995), politicus en syndicalist
- Germaine De Jonghe (1913-2005), sopraan
- Bert Hermans (1915-1999), atleet
- Maria Rosseels (1916-2005), journaliste, auteur
- Pol Mara, pseudoniem van Leopold Leysen, (1920-1998), kunstschilder
- Stan Ockers (1920-1956), wielerkampioen
- Hugo Adriaensens (1927-2000), politicus
- Luc Versteylen (1927-2021), pater jezuïet en stichter van de groene beweging Agalev
- Herman Deleeck (1928-2002), econoom en politicus
- Pros Verbruggen (1928-2021), acteur, presentator en programmamaker
- Hugues C. Pernath, pseudoniem van Hugo Wouters (1931-1975), dichter
- Ludo Van Thillo (1931-2022), ondernemer
- Aleidis Dierick (1932-2022), dichteres
- Hugo de Ridder (1932-2018), journalist, essayist
- Eddy Wauters (1933-2025), voetballer en sportbestuurder
- André Nelis (1935-2012), zeiler
- Tuur Van Wallendael (1938-2009), politicus en journalist
- Paul Ibou, pseudoniem van Paul Vermeersch (1939-2023), grafisch ontwerper en beeldhouwer
- Herman Fabri (1943-2011), acteur en regisseur
- Samantha, pseudoniem van Christiane Bervoets (1948-2023), zangeres
- Leen Laenens (1952), politica
- Annick Segal (1960), actrice
- Nahima Lanjri (1968), politica
- Dieter Troubleyn (1970), acteur, zanger
- Johan Petit (1974), acteur
- Vicky Versavel (1974), actrice
- Milow, pseudoniem van Jonathan Vandenbroeck (1981), zanger, muzikant
- Jeroom Snelders (1977), cartoonist
- Erika Van Tielen (1983), tv-presentatrice
- Jens Van Hoof (1985), korfballer
- Maarten Inghels (1988), dichter en schrijver

### Woonden in Borgerhout
- Henri Oedenkoven (1823-1871), burgemeester van Borgerhout en mede-eigenaar van kaarsenfabriek den Bougie
- August Snieders (1825-1904), journalist, letterkundige
- Urbain Jamar (1876-1940), politicus
- Alfred Ost (1884-1945), schilder, tekenaar
- Firmin Lambot (1886-1964), wielrenner
- Gustaaf Lemmens (1897-1947), een figuur uit de Vlaamse Beweging, zaakvoerder van boekhandel De Blauwvoet
- Willem de Meyer (1899-1983), promotor Vlaamse lied
- Albert Poels (1903-1984), beeldhouwer